# Тілопо райдужний

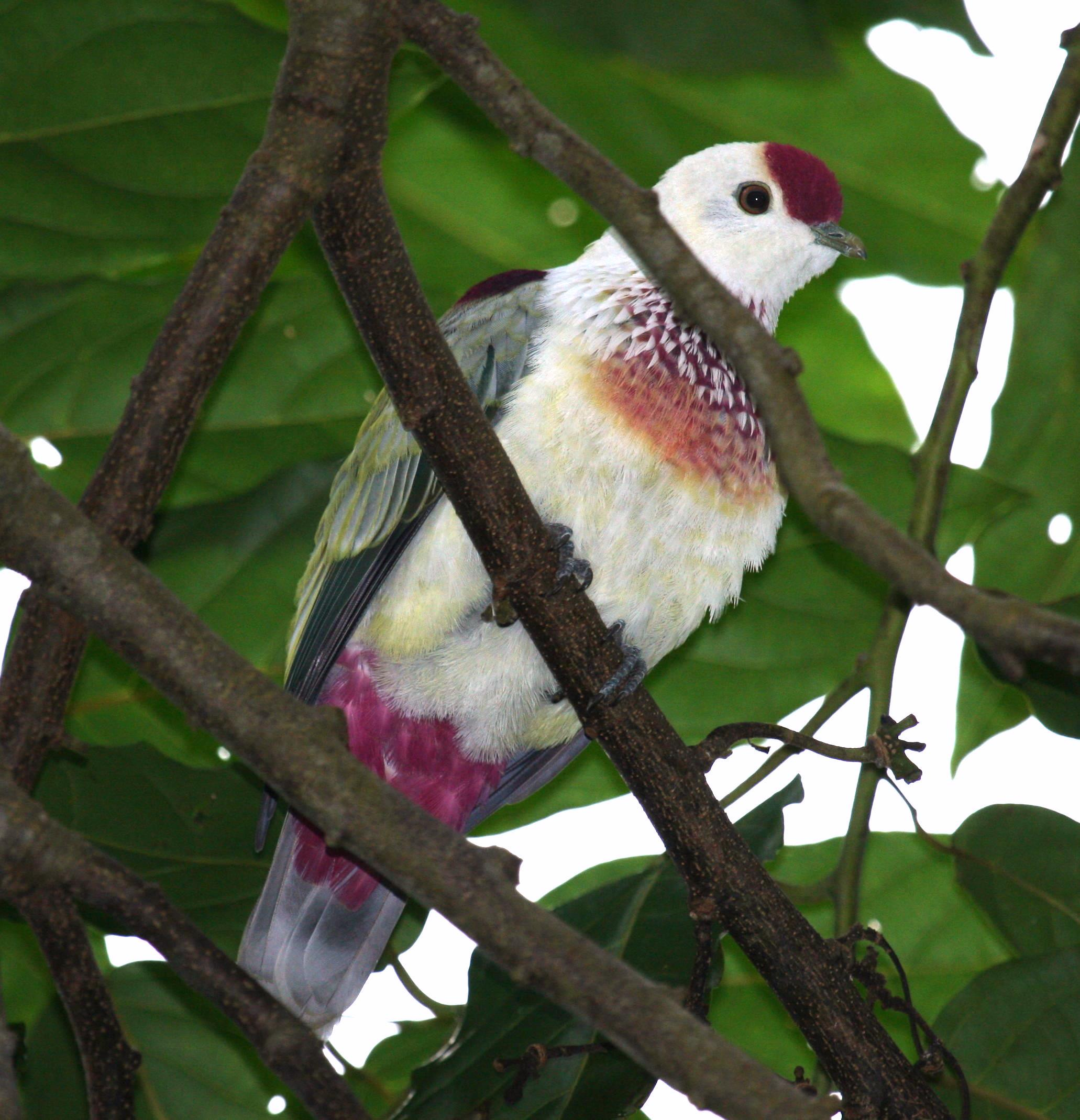
Самець райдужного тілопо

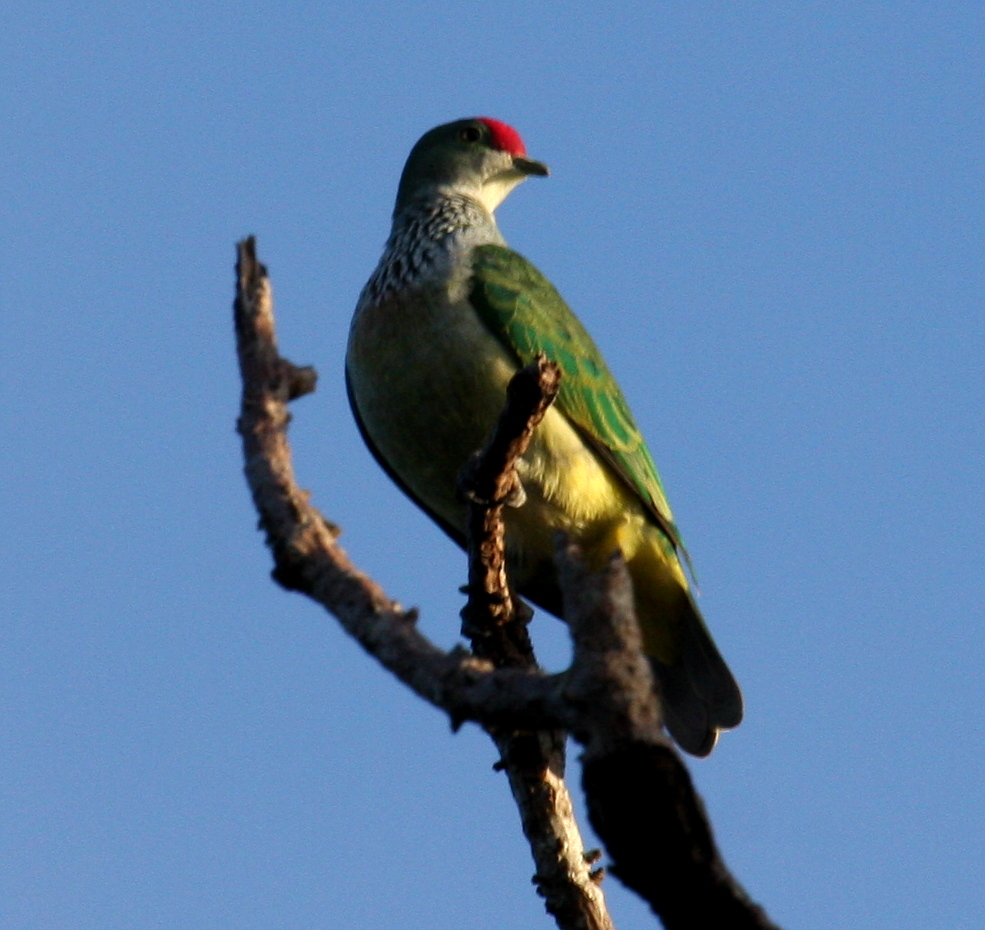
Самиця райдужного тілопо

Тілопо райдужний (Ptilinopus perousii) — вид голубоподібних птахів родини голубових (Columbidae). Мешкає на островах Полінезії. Вид названий на честь французького мореплавця Жана-Франсуа Лаперуза.

## Опис
Довжина птаха становить 23 см, вага 90 г. Самці переважно жовтувато-білі. У самців тім'я малинове, на спині пурпурова смуга. Спина зеленувато-жовта, кінчики покривних пер на крилах білі, махові пера темно-зелені. Гузка і нижні покривні пера хвоста малинові, на грудях малинова пляма, поцяткована білими плямками. У самиць спина тьмяніша, пляма на грудях відсутня.

## Підвиди
Виділяють два підвиди:
- P. p. perousii Peale, 1849 — Самоа;
- P. p. mariae Pucheran, 1853 — Фіджі і Тонга.

## Поширення і екологія
Райдужні тілопо мешкають на Фіджі, Тонзі, Самоа та на Американському Самоа. Вони живуть в тропічних лісах і парках. Зустрічаються на висоті до 700 м над рівнем моря.

## Поведінка
Райдужні тілопо живляться плодами, зокрема плодами фікусів. На Самоа вони живляться плодами баньянів (Urostigma), на Фіджі і Тонзі — плодами Cananga odorata, Bischofia javanica і Trema cannabina. Гніздо явлає собою невелику платформу, складену з гілочок. В кладці одне яйце.

## Збереження
МСОП класифікує цей вид як такий, що не потребує особливих заходів зі збереження. На островах Фіджі і Тонги райдужні тілопо є досить поширеними. Однак на островах Американського Самоа цей вид є дуже рідкісним. Там йому загрожує знищення природного середовища.